# Лукас, Джон (художник)
Джон Лукас (англ. John Lucas; 4 июля 1807, Лондон — 30 апреля 1874) — британский художник-портретист.

## Биография
Родился в 1807 году в Лондоне в семье Уильяма Лукаса — журналиста, писателя и отставного военного моряка. Учился у гравёра Сэмюэла Рейнольдса (которого не следует путь с художником Джошуа Рейнольдсом) одновременно с Сэмюэлом Казинсом, однако в итоге решил посвятить себя искусству портретной живописи, а не искусству гравюры.
Начиная 1828 года регулярно выставлял свои работы на ежегодных выставках Королевскую академию художеств в Лондоне. За свою карьеру Лукас выставил там 96 портретов, и, кроме того, на выставках в Британском институте — ещё 13. Он также не забыл о своём владении навыками гравёра, и нередко сам гравировал свои работы в технике меццо-тинто, которой обучил его в юности Рейнольдс.
Круг заказчиков Лукаса состоял в основном из представителей британской аристократии. Лукас славился не только умением достоверно передавать лица, талантливо воспроизводить фактуру одежд, но и выбирать неординарные композиции для портретов. Трое его сыновей и племянник также стали профессионалами в мире искусства: двое из них (в том числе, Джон Сеймур Лукас (1849—1923)) стали живописцами, третий — акварелистом, а четвёртый — издателем гравюр.

## Галерея

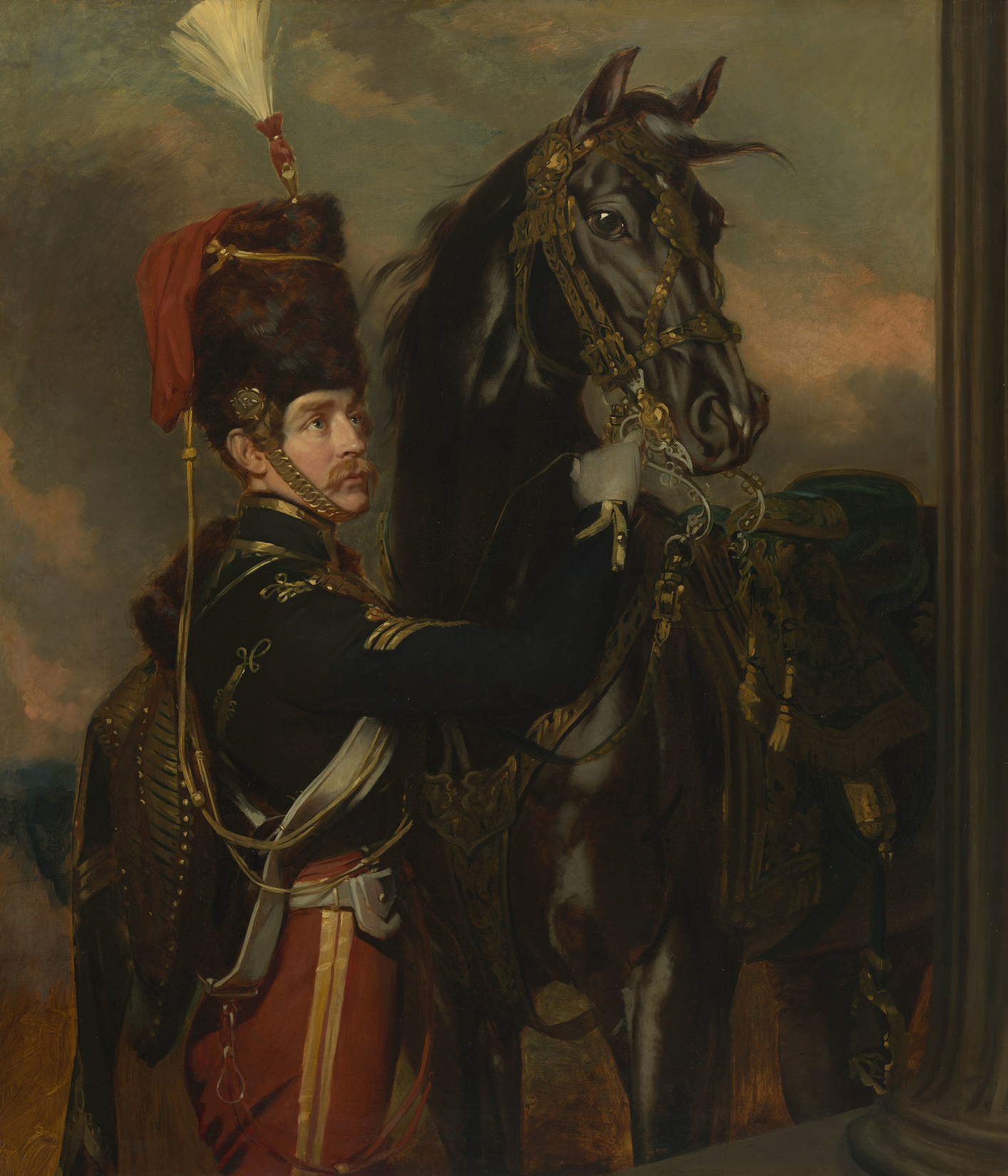
Портрет королевского коня по кличке Меркурий с сержантом 11-го гусарского полка.
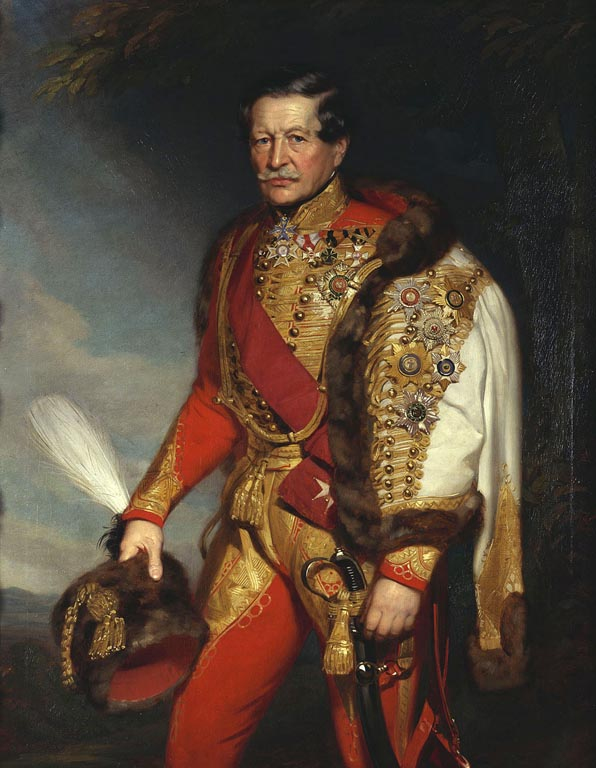
Портрет австрийского военачальника графа Пули
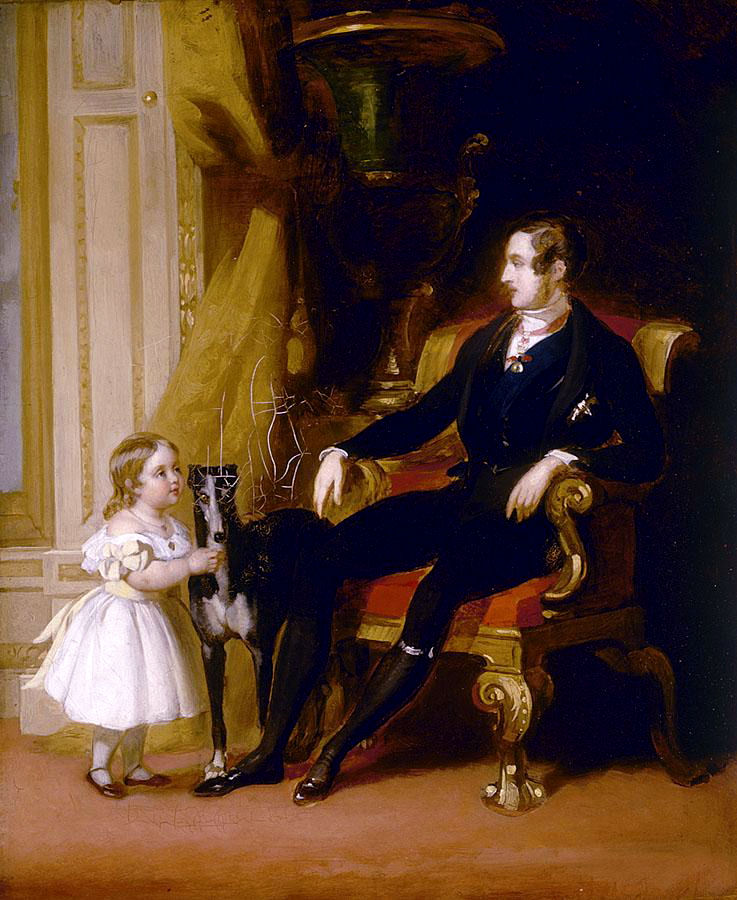
Портрет принца Альберта.
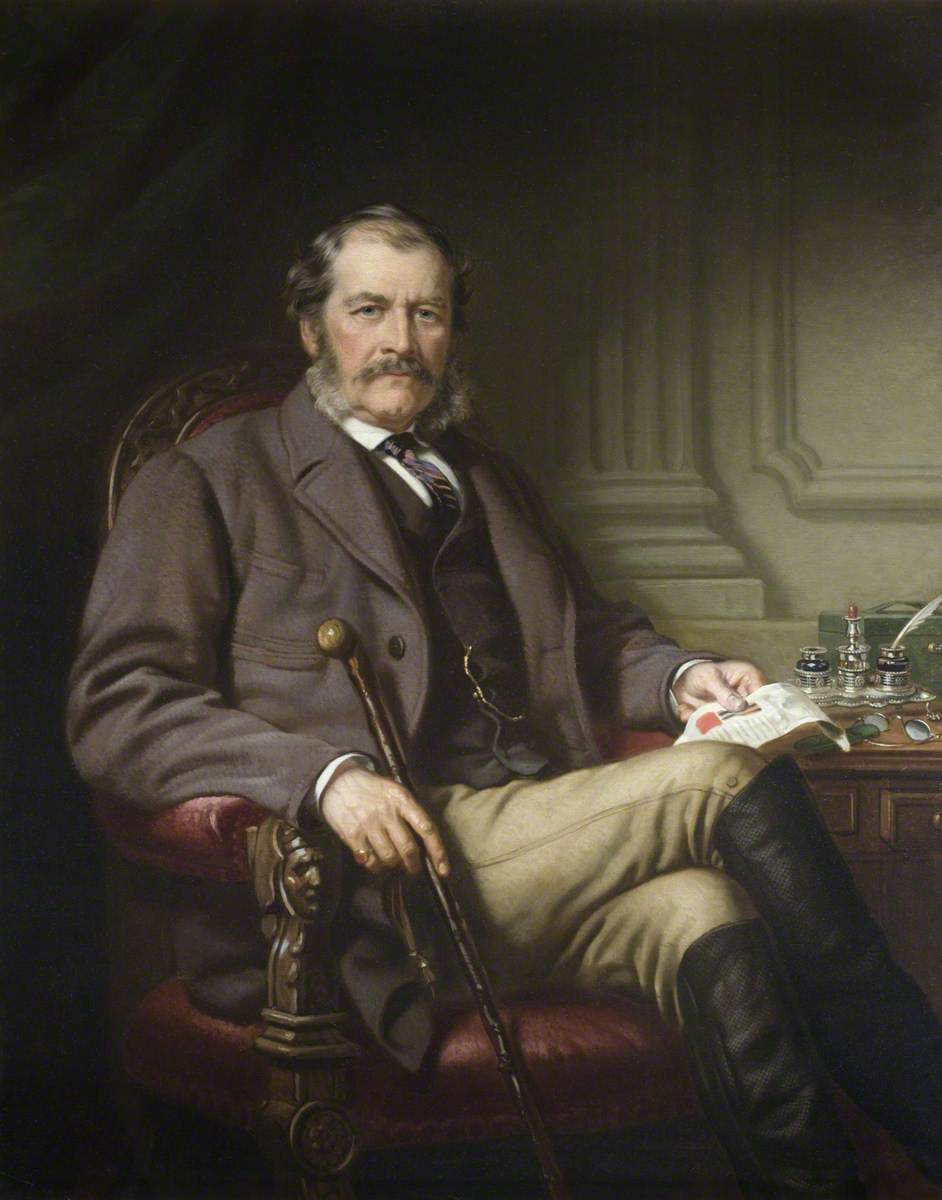
Портрет виконта Уильяма Коула
Портрет морского капитана Уильяма Пилла во главе сводного отряда моряков во время Второго сражения за Лакхнау.
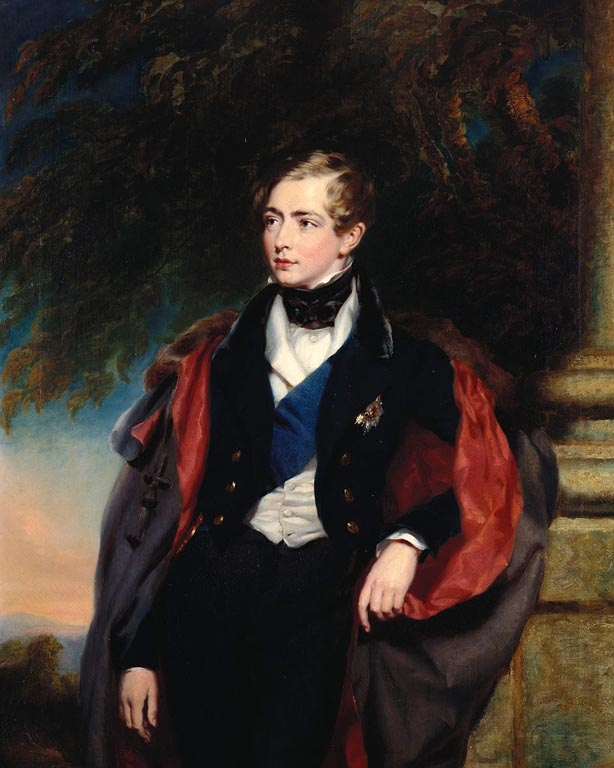
Портрет Принца Джорджа, герцога Кембриджского
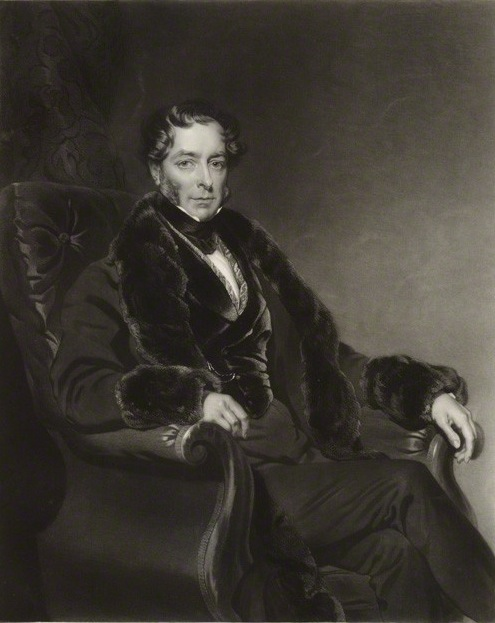
Портрет Джона Фитцгиббона, 2-го графа Клэра
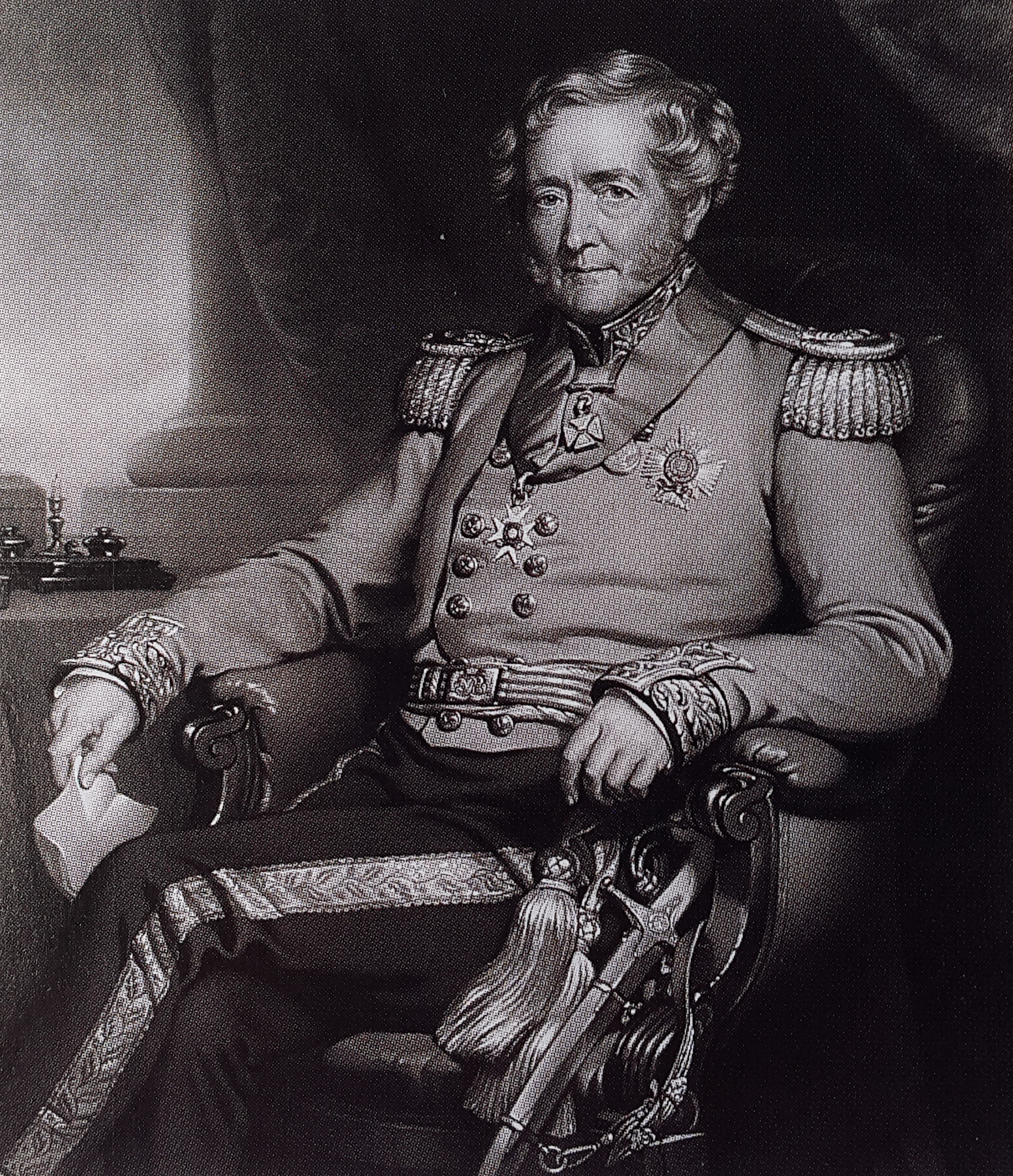
Портрет генерала Джона Белла